# 海利根克罗伊茨阿姆瓦森
海利根克罗伊茨阿姆瓦森（德語：Heiligenkreuz am Waasen）是奥地利施泰尔马克州莱布尼茨县的一个市镇。总面积15.4平方公里，总人口1806人，人口密度每平方公里117.3人（2005年）。